# 193 km (Mołdawia)
193 km – przystanek kolejowy w miejscowości Naslavcea, w rejonie Ocnița, w Mołdawii. Położony jest na linii Ocnița – Żmerynka.